# Krigsåret 1916

## Pågående krig
- Första världskriget (1914-1918)[1]

- Mexikanska revolutionen (1910-1917)

## Händelser
- Januari - Tyskland och Österrike-Ungern invaderar Montenegro.
- 21 februari - Början av slaget vid Verdun som varar till december.
- 6 mars - Tyskland förklarar krig mot Portugal.
- 24 april - Påskupproret på Irland börjar och slås ner inom en vecka.
- 31 maj - Royal Navy och Hochseeflotte drabbar samman i Skagerrakslaget.
- 24 juni - Brittiska imperiet inleder slaget vid Somme som vara i fyra månader.
- 27 augusti - Rumänien förklarar krig mot Österrike-Ungern
- 28 augusti - Italien förklarar krig mot Tyskland
- 21 november - Kejsar Frans Josef av Österrike avlider och efterträds av Karl I

- 24-30 april Under påskupproret på Irland försöker irländska frihetskämpar sätta sig upp mot de brittiska trupperna på ön. Efter britternas återtagande av kontrollen räknas ungefär 450 döda på båda sidor, och 2.600 sårade. Drygt 3.500 arresteras och 16 av ledarna avrättas.

### Fotnoter
1. ↑  ”World Statesmen”. http://www.worldstatesmen.org/WARS.html. Läst 28 juni 2011.